# Forteresse de Stari Slankamen
Les ruines de la forteresse de Stari Slankamen (en serbe cyrillique : Остаци Горње и Доње тврђаве у Старом Сланкамену ; en serbe latin : Ostaci Gornje i Donje tvrđave u Starom Slankamenu) sont situées à Stari Slankamen, dans la province de Voïvodine et dans le district de Syrmie, en Serbie. Elles sont inscrites sur la liste des monuments culturels de grande importance de la République de Serbie (identifiant no SK 1153).

## Présentation

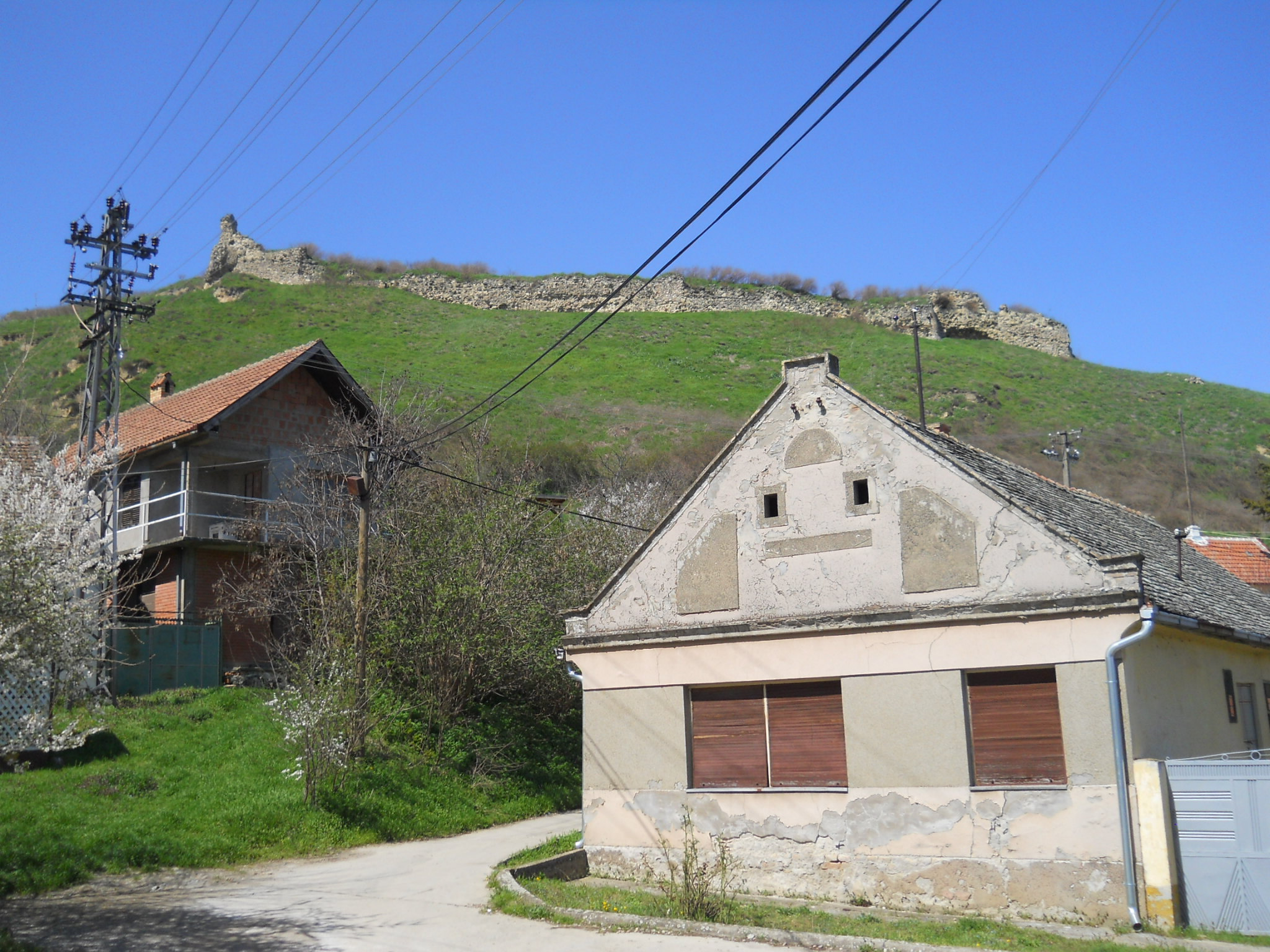
Vue de la forteresse depuis Stari Slankamen

La forteresse médiévale est située sur une colline qui domine la rive droite du Danube. Des fouilles systématiques y ont été conduites de 1955 à 1958, qui ont montré que la construction médiévale avait été réalisée sur la base de murs remontant à l'Antiquité romaine et suivait la base du castrum antique ; les vestiges d'une localité de l'Antiquité tardive et celles de fortifications remontant au IVe siècle y ont été mis au jour. La littérature scientifique a longtemps considéré qu'il s'agissait du site du camp romain d'Acumincum mais des études plus récentes ont suggéré que cette localisation était inexacte.
Le castrum de « Zalankemen » est mentionné pour la première fois en 1072. À partir du début du XVe siècle, il a appartenu aux despotes serbes de la famille des Lazarević et des Branković. Les Ottomans ont pris la forteresse en 1521.

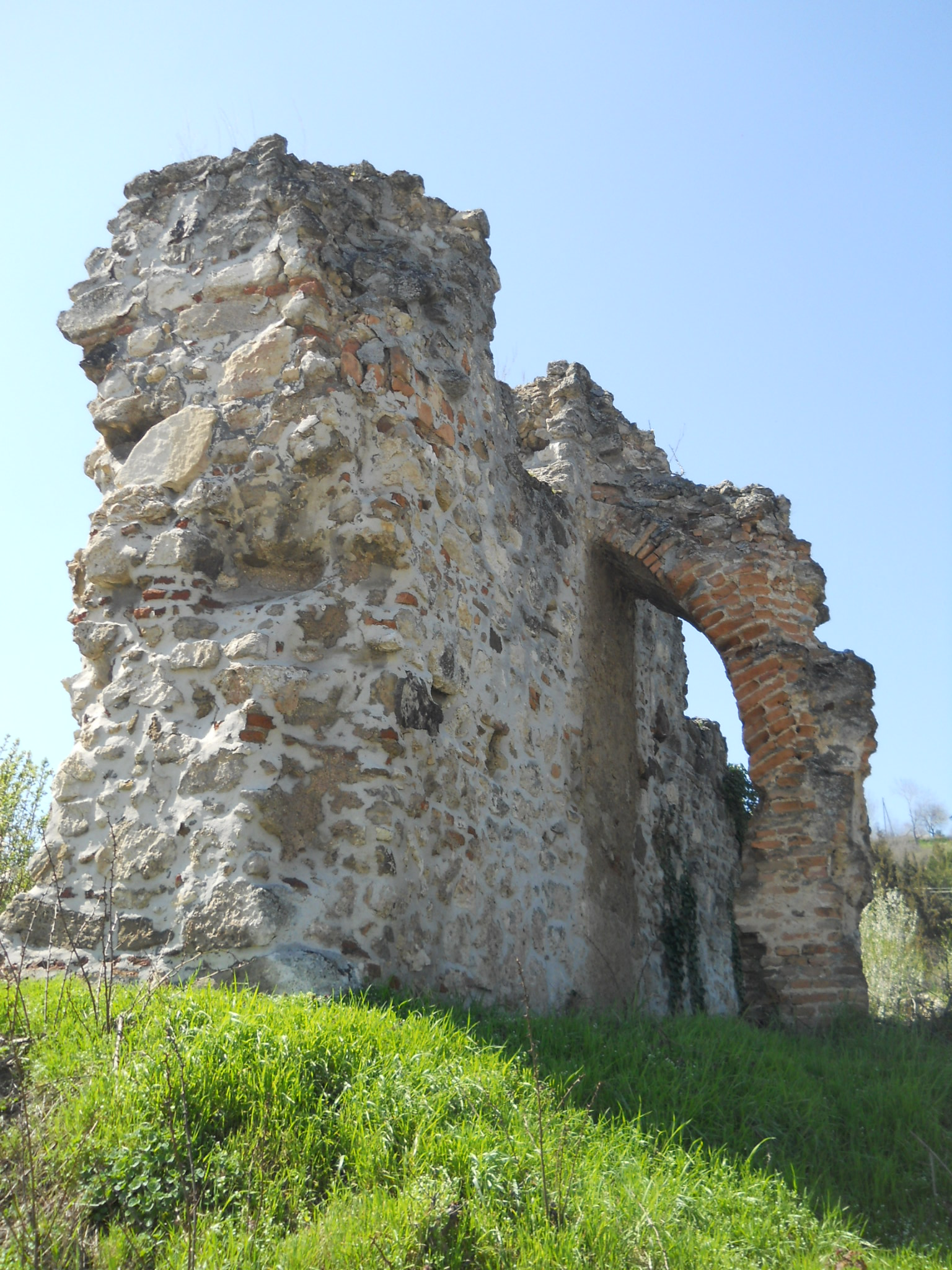
Détail des vestiges